# شبه‌جزیره فدیفسکی
شبه‌جزیره فدیفسکی (روسی: остров Фаддеевский) یک شبه‌جزیره در شمال استان یاقوتستان کشور روسیه است.